# Ноель Вальядарес
Ноель Вальядарес (ісп. Noel Valladares; нар. 3 травня 1977, Комаягуа) — гондураський футболіст, воротар клубу «Олімпія» та національної збірної Гондурасу.

## Клубна кар'єра
У дорослому футболі дебютував 1997 року виступами за команду клубу «Мотагуа», в якій провів сім сезонів, взявши участь у 78 матчах чемпіонату.
До складу клубу «Олімпія» приєднався 2005 року.

## Виступи за збірну
2000 року дебютував в офіційних матчах у складі національної збірної Гондурасу. Відтоді провів у формі головної команди країни 120 матчів.
У складі збірної був учасником розіграшу Кубка Америки 2001 року у Колумбії, чемпіонату світу 2010 року у ПАР, розіграшу Золотого кубка КОНКАКАФ 2011 року у США.
Включений до складу збірної для участі у фінальній частині чемпіонату світу 2014 року у Бразилії.

## Титули і досягнення
- Срібний призер Панамериканських ігор: 1999
- Бронзовий призер Кубка Америки: 2001
- Переможець Центральноамериканського кубка: 2011